# Herissantia dressleri
Herissantia dressleri är en malvaväxtart som beskrevs av Paul Arnold Fryxell. Herissantia dressleri ingår i släktet Herissantia och familjen malvaväxter. Inga underarter finns listade i Catalogue of Life.